# Dailenys Alcántara
Dailenys Alcántara (ur. 10 sierpnia 1991) – kubańska lekkoatletka specjalizująca się w skoku w dal oraz w trójskoku.
Pierwsze międzynarodowe sukcesy odniosła w 2007 roku kiedy zwyciężyła w rywalizacji trójskoczkiń podczas mistrzostw świata juniorów młodszych. Rok później, w Bydgoszczy, zdobyła złoto w trójskoku oraz brąz w skoku w dal podczas mistrzostw świata juniorów. W 2010 ponownie wywalczyła złoty krążek światowego czempionatu juniorów w trójskoku. Nie awansowała do finału mistrzostw świata w 2011 oraz igrzysk olimpijskich w 2012.
Rekordy życiowe: skok w dal – 6,41 (12 lipca 2008, Bydgoszcz); trójskok – 14,58 (27 maja 2012, Hawana).

## Osiągnięcia
| Rok  | Impreza                               | Miejsce       | Lokata            | Konkurencja | Wynik  |
| ---- | ------------------------------------- | ------------- | ----------------- | ----------- | ------ |
| 2007 | Mistrzostwa świata juniorów młodszych | Ostrawa       | 1. miejsce        | trójskok    | 13,63  |
| 2007 | Mistrzostwa świata juniorów młodszych | Ostrawa       | 7. miejsce        | skok w dal  | 6,09   |
| 2008 | Mistrzostwa świata juniorów           | Bydgoszcz     | 1. miejsce        | trójskok    | 14,25  |
| 2008 | Mistrzostwa świata juniorów           | Bydgoszcz     | 3. miejsce        | skok w dal  | 6,41   |
| 2009 | Mistrzostwa panamerykańskie juniorów  | Port-of-Spain | 1. miejsce        | trójskok    | 13,17  |
| 2010 | Mistrzostwa świata juniorów           | Moncton       | 1. miejsce        | trójskok    | 14,09  |
| 2011 | Mistrzostwa świata                    | Daegu         | el. – 23. miejsce | trójskok    | 13,78  |
| 2012 | Igrzyska olimpijskie                  | Londyn        | el. – 16. miejsce | trójskok    | 13,97  |
| 2014 | Igrzyska Ameryki Środkowej i Karaibów | Xalapa        | 2. miejsce        | trójskok    | 14,09  |
| 2015 | Igrzyska panamerykańskie              | Toronto       | 5. miejsce        | trójskok    | 14,04w |